# NGC 7824
NGC 7824 é uma galáxia espiral (Sab) localizada na direcção da constelação de Pisces. Possui uma declinação de +06° 55' 14" e uma ascensão recta de 0 horas, 05 minutos e 06,2 segundos.
A galáxia NGC 7824 foi descoberta em 25 de Setembro de 1830 por John Herschel.